# Trachelipus
Trachelipus är ett släkte av kräftdjur som beskrevs av Gustav Budde-Lund 1908. Trachelipus ingår i familjen Trachelipodidae.

## Dottertaxa tillTrachelipus, i alfabetisk ordning[1][2]
- Trachelipus aegaeus
- Trachelipus anatolicus
- Trachelipus andrei
- Trachelipus arcuatus
- Trachelipus armenicus
- Trachelipus ater
- Trachelipus azerbaidzhanus
- Trachelipus camerani
- Trachelipus caucasius
- Trachelipus cavaticus
- Trachelipus croaticus
- Trachelipus difficilis
- Trachelipus dimorphus
- Trachelipus emaciatus
- Trachelipus ensiculorum
- Trachelipus gagriensis
- Trachelipus graecus
- Trachelipus kervillei
- Trachelipus kosswigi
- Trachelipus lignaui
- Trachelipus lutshniki
- Trachelipus marsupiorum
- Trachelipus mostarensis
- Trachelipus myrmicidarum
- Trachelipus nodulosus
- Trachelipus ottomanicus
- Trachelipus palustris
- Trachelipus pieperi
- Trachelipus pierantonii
- Trachelipus planarius
- Trachelipus radui
- Trachelipus rathkei
- Trachelipus rathkii
- Trachelipus ratzeburgi
- Trachelipus ratzeburgii
- Trachelipus remyi
- Trachelipus rhinoceros
- Trachelipus richardsonae
- Trachelipus riparianus
- Trachelipus rucneri
- Trachelipus sarmaticus
- Trachelipus schwangarti
- Trachelipus semiproiectus
- Trachelipus silsilesii
- Trachelipus simplex
- Trachelipus spretus
- Trachelipus squamuliger
- Trachelipus svenhedini
- Trachelipus taborskyi
- Trachelipus trilobatus
- Trachelipus troglobius
- Trachelipus vespertilio